# Mission sui juris des îles Caïmans
La mission sui juris des îles Caïmans (en anglais : mission sui iuris of Cayman Islands) est une juridiction de l'Église catholique.

## Territoire
La mission sui juris couvre les îles Caïmans qui comptent environ 55 000 habitants dont environ 7 000 catholiques.  

## Histoire
La mission sui juris est érigée le 14 juillet 2000 par détachement de l'archidiocèse de Kingston en Jamaïque.

## Supérieurs
- 2000-2009 : Adam Joseph Maida,  archevêque de Détroit
- depuis le 5 janvier 2009 : Allen Henry Vigneron, archevêque de Détroit